# Aneta Udriștioiu
Aneta Udriștioiu (născută Pîrvuț, pe 22 iunie 1989, în Drobeta-Turnu Severin) este o handbalistă din România legitimată la HC Dunărea Brăila. Udriștioiu evoluează pe posturile de extremă dreapta și intermediar dreapta.

## Carieră
Aneta Pîrvuț a jucat mai multe sezoane la echipa HCM Baia Mare, fiind, în sezonul 2011-2012, cea mai bună marcatoare a echipei cu 121 de goluri. În vara anului 2014, ea a fost împrumutată la SCM Craiova, dar în ianuarie 2015 s-a reîntors la HCM Baia Mare. În sezonul 2015-2016, a fost împrumutată la HC Dunărea Brăila. În vara anului 2016 a semnat și s-a antrenat cu CSM Ploiești, de unde, ca urmare a problemelor financiare ale echipei prahovene, s-a întors la HC Dunărea Brăila fără să fi jucat într-un meci oficial. După un sezon la Dunărea Brăila, s-a transferat la CSM București, echipă la care a evoluat doi ani. În vara lui 2019, a revenit la HC Dunărea Brăila.
Ea a fost, din 2004, componentă a echipelor naționale de junioare și tineret, pentru care a înscris 77 de goluri în 45 de meciuri. Cu naționala de junioare, a cucerit o medalie de argint la Campionatul European din 2005 și o medalie de bronz la Campionatul Mondial din 2006. A fost convocată prima dată în 2009 la reprezentativa B și până în 2020, a făcut parte din lotul echipei naționale a României.
Pe data de 2 iunie 2015, Aneta Pîrvuț s-a căsătorit cu Răzvan Udriștioiu, logodnicul ei, tot handbalist.

## Palmares
- Liga Națională:
  -  Câștigătoare: 2014, 2018
  -  Medalie de argint: 2013, 2015, 2017, 2019

- Cupa României:
  -  Câștigătoare: 2013, 2014, 2015, 2018, 2019
  -  Medalie de bronz: 2023
  - Semifinalistă: 2016

- Supercupa României:
  -  Câștigătoare: 2013, 2017
  -  Finalistă: 2018
  -  Medalie de bronz: 2023

- Liga Campionilor:
  -  Medalie de bronz: 2018
  - Sfertfinalistă: 2015, 2019
  - Grupe: 2014

- Liga Europeană:
  - Semifinalistă: 2024
  - Sfertfinalistă: 2021

- Cupa EHF:
  - Turul 3: 2010, 2017

- Campionatul European pentru Junioare:
  -  Medalie de argint: 2005

- Campionatul Mondial pentru Junioare:
  -  Medalie de bronz: 2006

## Statistică goluri și pase de gol
Conform Federației Române de Handbal, Federației Europene de Handbal și Federației Internaționale de Handbal:
| Sezon                       | Echipă       | Goluri |
| --------------------------- | ------------ | ------ |
|                             |              |        |
| 2009-10                     |              |        |
| HCM Știința Baia Mare       | 28           |        |
|                             |              |        |
| 2010-11                     |              |        |
| HCM Știința Baia Mare       | 104          |        |
| 2011-12                     |              |        |
| HCM Baia Mare               | 121          |        |
|                             |              |        |
| 2012-13                     |              |        |
| HCM Baia Mare               | 53           |        |
|                             |              |        |
| 2013-14                     |              |        |
| HCM Baia Mare               | 42           |        |
|                             |              |        |
| 2014-15                     |              |        |
| SCM Craiova / HCM Baia Mare | 62 / 16 (78) |        |
|                             |              |        |
| 2015-16                     |              |        |
| HC Dunărea Brăila           | 87           |        |
|                             |              |        |
| 2016-17                     |              |        |
| HC Dunărea Brăila           | 70           |        |
|                             |              |        |
| 2017-18                     |              |        |
| CSM București               | 53           |        |
|                             |              |        |
| 2018-18                     |              |        |
| CSM București               | 32           |        |
|                             |              |        |
| 2019-20                     |              |        |
| HC Dunărea Brăila           | 64           |        |
|                             |              |        |
| 2020-21                     |              |        |
| HC Dunărea Brăila           | 108          |        |
|                             |              |        |
| 2021-22                     |              |        |
| HC Dunărea Brăila           | 39           |        |

| Sezon             | Echipă | Goluri |
| ----------------- | ------ | ------ |
|                   |        |        |
| 2012-13           |        |        |
| HCM Baia Mare     | -      |        |
|                   |        |        |
| 2013-14           |        |        |
| HCM Baia Mare     | 3      |        |
|                   |        |        |
| 2014-15           |        |        |
| HCM Baia Mare     | 2      |        |
|                   |        |        |
| 2015-16           |        |        |
| HC Dunărea Brăila | 9      |        |
|                   |        |        |
| 2016-17           |        |        |
| HC Dunărea Brăila | 4      |        |
|                   |        |        |
| 2017-18           |        |        |
| CSM București     | 4      |        |
|                   |        |        |
| 2018-19           |        |        |
| CSM București     | 19     |        |
|                   |        |        |
| 2019-20           |        |        |
| HC Dunărea Brăila | 6      |        |
|                   |        |        |
| 2020-21           |        |        |
| HC Dunărea Brăila | 6      |        |

| Sezon         | Echipă | Goluri |
| ------------- | ------ | ------ |
|               |        |        |
| 2012-13       |        |        |
| HCM Baia Mare | 4      |        |
|               |        |        |
| 2016-17       |        |        |
| CSM București | 2      |        |
|               |        |        |
| 2017-18       |        |        |
| CSM București | -      |        |

| Ediția           | Echipă | Goluri | Pase de gol |
| ---------------- | ------ | ------ | ----------- |
|                  |        |        |             |
| Austria 2005     |        |        |             |
| România junioare | 6      | 2      |             |

| Ediția           | Echipă | Goluri | Pase de gol |
| ---------------- | ------ | ------ | ----------- |
|                  |        |        |             |
| Canada 2006      |        |        |             |
| România junioare | 20     |        |             |

| Ediția          | Echipă | Goluri | Pase de gol |
| --------------- | ------ | ------ | ----------- |
|                 |        |        |             |
| Macedonia 2008  |        |        |             |
| România tineret | 16     |        |             |

| Ediția                  | Echipă | Goluri | Pase de gol |
| ----------------------- | ------ | ------ | ----------- |
|                         |        |        |             |
| Ungaria și Croația 2014 |        |        |             |
| România                 | 3      | 1      |             |
|                         |        |        |             |
| Suedia 2016             |        |        |             |
| România                 | 14     | 8      |             |
|                         |        |        |             |
| Franța 2018             |        |        |             |
| România                 | 6      | 2      |             |

| Ediția        | Echipă | Goluri | Pase de gol |
| ------------- | ------ | ------ | ----------- |
|               |        |        |             |
| Sebia 2013    |        |        |             |
| România       | 8      | 2      |             |
|               |        |        |             |
| Germania 2017 |        |        |             |
| România       | 16     | 4      |             |
|               |        |        |             |
| Japonia 2019  |        |        |             |
| România       | 17     | 5      |             |

| Sezon         | Echipă | Goluri |
| ------------- | ------ | ------ |
|               |        |        |
| 2013-14       |        |        |
| HCM Baia Mare | 14     |        |
|               |        |        |
| 2014-15       |        |        |
| HCM Baia Mare | -      |        |
|               |        |        |
| 2017-18       |        |        |
| CSM București | 14     |        |
|               |        |        |
| 2018-19       |        |        |
| CSM București | 2      |        |

| Sezon             | Echipă | Goluri |
| ----------------- | ------ | ------ |
|                   |        |        |
| 2020-21           |        |        |
| HC Dunărea Brăila | 51     |        |

| Sezon             | Echipă | Goluri |
| ----------------- | ------ | ------ |
|                   |        |        |
| 2009-10           |        |        |
| HCM Baia Mare     | 17     |        |
|                   |        |        |
| 2016-17           |        |        |
| HC Dunărea Brăila | 11     |        |